# Eleanor Thornton
 (juin 2023).
Si vous disposez d'ouvrages ou d'articles de référence ou si vous connaissez des sites web de qualité traitant du thème abordé ici, merci de compléter l'article en donnant les références utiles à sa vérifiabilité et en les liant à la section « Notes et références ».
Eleanor Velasco Thornton (15 avril 1880 - 30 décembre 1915) est une actrice britannique et un modèle d'artiste.

## Biographie
Eleanor Velasco Thornton est le nom adopté par Nelly Thornton, née au 18 Cottage Grove, Stockwell, Londres. Elle est la fille de Frederick Thornton, un ingénieur télégraphiste australien et de Sarah Ann Thornton.
Malgré les histoires selon lesquelles sa mère serait espagnole, peut-être diffusées en raison de son teint foncé, la famille de sa mère est d'origine modeste dans la ville de Londres, et les noms Eleanor et Velasco semblent être simplement des noms qu'elle a adoptés lorsqu'elle a commencé à travailler dans le bureau d'un magazine automobile, Car Illustrated, après avoir quitté l'école.
A 22 ans, elle est la secrétaire de John Douglas-Scott-Montagu, qui devient le deuxième baron Montagu de Beaulieu en 1905. Elle devient sa maîtresse et ils ont une fille illégitime, Joan Eleanor Thornton, qu'elle abandonne pour adoption. Thornton pose pour le sculpteur Charles Sykes et peut avoir été le modèle de son Spirit of Ecstasy qui est utilisé comme ornement de capot sur les voitures fabriquées par Rolls-Royce, ainsi qu'une sculpture précurseur, The Whisperer.
Elle se noie avec des centaines d'autres passagers le 30 décembre 1915 lorsque le Persia, sur lequel elle voyage avec Montagu à travers la Méditerranée en route vers l'Inde, est torpillé sans avertissement par le sous-marin allemand U-38, commandé par Max Valentiner. Montagu survit au naufrage. Sa sœur Rose (1887-1945), est sa seule héritière. 